# One More Time (Joe-Jackson-Lied)

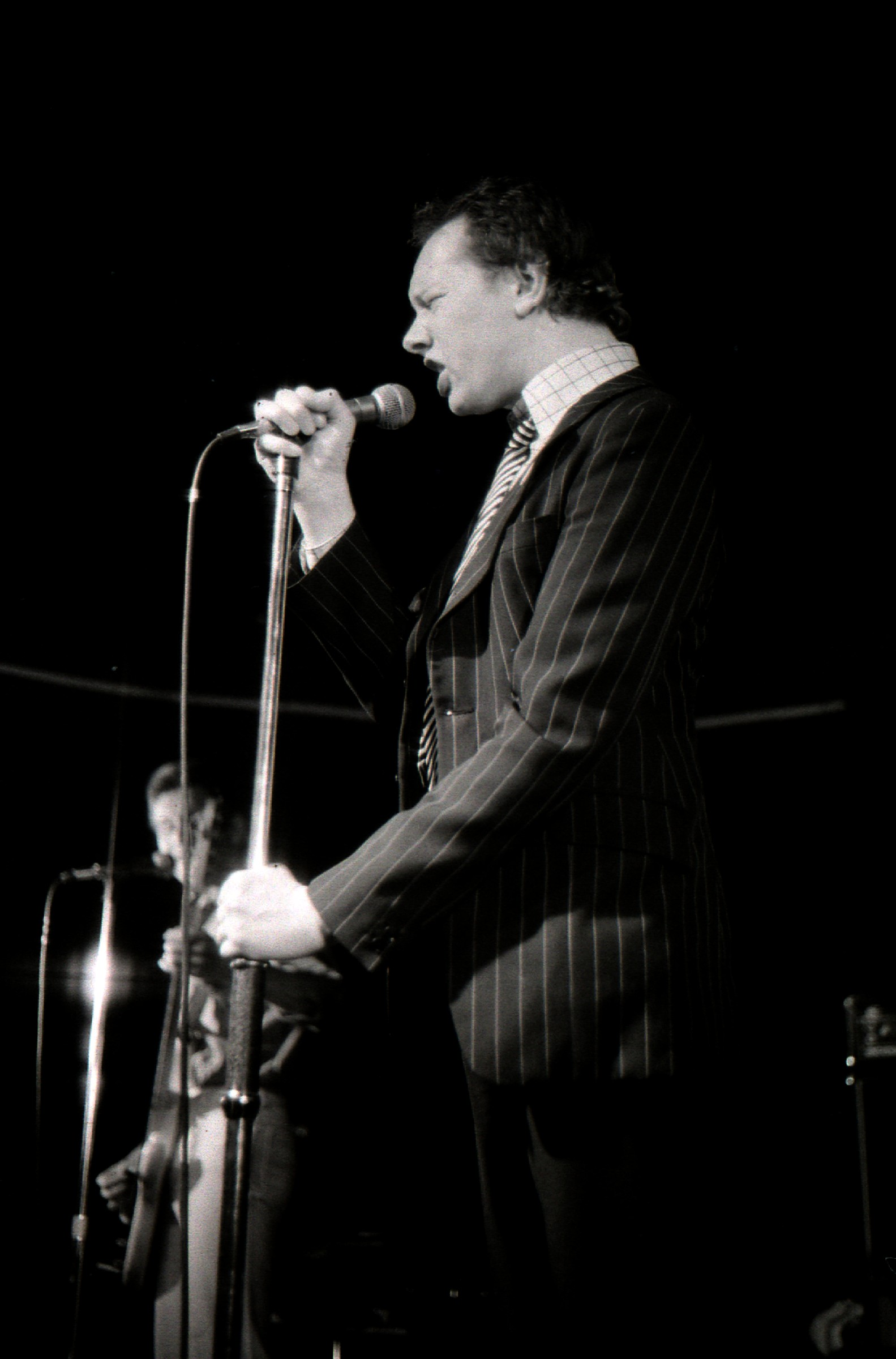
Joe Jackson (1979)

One More Time ist ein Lied des britischen Musikers Joe Jackson. Es wurde 1979 als dritte Single aus seinem Debütalbum Look Sharp! veröffentlicht. Der Song enthält ein prägnantes Gitarrenriff und einen Text, der eine scheiternde Beziehung skizziert.
Das Lied wurde als Single veröffentlicht, hatte aber keinen Erfolg in den Charts. Der Song wurde aber als einer der besten von Look Sharp! gelobt, ebenso wie die Basslinie von Graham Maby.

## Hintergrund
One More Time wurde von Jackson nach der Trennung von seiner Freundin Jill geschrieben. Jackson erinnerte sich daran, dass er das Ende dieser Beziehung im Laufe der Entwicklung des Songs ausschmückte. Er erklärte in seiner Autobiographie Ein Mittel gegen die Schwerkraft:

„Ich kaufte ein billiges gebrauchtes Klavier und arbeitete an einem Song namens 'One More Time', mit einem treibenden Gitarrenriff und einem gequälten Text über das Ende einer Beziehung. Der Mann kann nicht glauben, dass das Mädchen ihn verlassen will: Sag es mir noch einmal, sagt er, noch einmal, noch einmal. Ich hatte ein kleines Stück meiner Trennung von Jill genommen, einen Moment, ein Gefühl, und es in etwas anderes verwandelt. Ich denke, so funktioniert Fiktion: nicht etwas Falsches zu erschaffen, sondern neue Wahrheiten aus Teilen alter Wahrheiten zu erschaffen. Genauso wie wir neue Musik erschaffen, indem wir die gleichen alten Akkorde und Tonleitern immer wieder neu mischen.“

Im Text von One More Time bittet der Sänger seine Ex-Geliebte, ihm wahrheitsgemäß zu sagen, dass sie ihn nie geliebt hat. Musikalisch ist der Song einer von Jacksons aggressiveren Rocksongs, mit Joe Jackson als Leadsänger und einem markanten Gitarrenriff, das den Song eröffnet.

## Veröffentlichung
"One More Time" wurde als Nachfolge-Single von Sunday Papers im Mai 1979 veröffentlicht. Zusammen mit dem Non-Album-Track Don't Ask Me, der später als Bonustrack auf einigen Veröffentlichungen von Look Sharp! erschien, konnte die Single, wie auch Sunday Papers, in Großbritannien keine Chartplatzierung erreichen. Die Single wurde weder in Amerika noch auf dem europäischen Festland veröffentlicht.
Eine Live-Version des Songs wurde 2003 auf Jacksons Album Volume 4 veröffentlicht.

## Rezeption
Paul Sexton vom Record Mirror beschrieb den Song als "bissig und präzise" und war der Meinung, dass er kommerzielles Potenzial habe. Peter Trollope vom Liverpool Echo bemerkte, dass der Song "keine Zeit verschwendet, bevor er die Botschaft mit harter Gitarrenarbeit nach Hause bringt". Er war der Meinung, dass der Song nicht die "kommerzielle Anziehungskraft" von Jacksons vorherigen beiden Singles hatte, fügte aber hinzu, dass "er immer noch genug zu bieten hat, um zu suggerieren, dass Joe dieses Jahr der Hit sein wird".
Der Kritiker des Rolling Stone, Bud Scoppa, beschrieb One More Time als eine "willkommene Verschmelzung von Schärfe und Ohrwurm, die sich sofort mit den Fans verband, die den brutalen Spaß von 'God Save the Queen' nicht ertragen konnten". Josh Jackson vom Paste Magazine sagte, dass der Song "die bissigere Seite von Jacksons Songwriting offenbart, die er nie wieder so richtig auskostet".
Dave Lifton von Ultimate Classic Rock setzte den Song auf Platz fünf seiner Liste der "Top 10 Joe Jackson Songs" und merkte an, dass die Platzierung "ein Tribut an [Bassist Graham] Maby war, denn egal wie oft wir ihn gehört haben, wir können nie vorhersagen, wohin er geht". Das Glide Magazine stufte ihn als Jacksons neunt-besten Song ein.